# Patrick Vieira
Patrick Donalé Vieira (Dakar, Szenegál, 1976. június 23. –) francia labdarúgó, edző. Pályafutása alatt megfordult francia, angol és olasz csapatoknál is. 2024 óta az olasz Genoa vezetőedzője.
2023. június 30-án nevezték ki a Strasbourg vezetőedzőjének, ahova három évre írt alá. 2024. július 18-án közös megegyezéssel elhagyta a klubot.

## Pályafutása
Vieira Szenegálban született, majd 8 évesen a családjával Dreux-ba költözött. Első profi klubja az AS Cannes volt, ahol 17 évesen mutatkozott be, 19 évesen már a csapat kapitánya lett. Nem sokkal ezután, 1995 nyarán az olasz AC Milan-hoz igazolt, de itt csak a tartalékok közt játszott és csak kétszer szerepelt a felnőtt csapatban.

### Arsenal
A következő év, 1996 szeptemberében az Arsenal új menedzsere, Arsène Wenger kereste meg, majd 3.5 millió fontért leszerződtette a játékost. Magassága, állóképessége és kitartása miatt gyorsan beilleszkedett az angol labdarúgásba, és Wenger csapatának nélkülözhetetlen tagja lett. A középpályán erős kettőst alkotva honfitársával, Emmanuel Petit-vel, Vieira első szezonjában, 1998-ban megnyerte a csapattal a bajnokságot és    az FA-kupát is. 1998 nyarán meghívást kapott az 1998-as világbajnokság francia keretébe.
Vieira kezdeti karrierje a klubnál a sikerek mellett eltiltásokkal is tarkítva volt. A 2000–01-es szezonban kétszer kapott piros lapot két egymást követő mérkőzésen (a szezon legelső és második meccsén). Azonban mikor visszatért, 28 mérkőzésen keresztül nem kapott semmilyen lapot. Pályafutása alatt összesen 12-szer kapott piros lapot, 9-szer az Arsenal-ban, egyszer-egyszer pedig a Juventus-ban, a válogatottban és az Internazionale-ban.
Vieira 2000-ben Európa-bajnokságot nyert Franciaországgal, 2002-ben az Arsenallal pedig ismét duplázott   (bajnokság és kupagyőzelem). Miután Tony Adams 2002-ben visszavonult, Vieira, az addigi csapatkapitány-helyettes lett az Arsenal Kapitánya. Habár a 2003-as FA Kupa döntőt sérülés miatt ki kellett hagynia, a kupát a mérkőzésre kinevezett csapatkapitánnyal, David Seaman-nel együtt emelhette fel.
A 2003–04-es szezonban egy, a bajnokságban teljesen veretlen Arsenal kapitánya lehetett. Az idény elején sokat hiányzott a csapatból térdsérülés miatt, a Lokomotiv Moszkva elleni Bajnokok Ligája mérkőzésen tért vissza, amit az Ágyúsok nyertek 2–0-ra. A szezon végén a játékost kapcsolatba hozták a Real Madriddal és a Chelsea-vel is. 2005-ben az FA-kupa döntőn ő lőtte be az utolsó, győztes büntetőt a tizenegyespárbaj során, miután rendes játékidőben 0–0-t játszottak a Manchester United-del. Vieira összesen 407 mérkőzésen lépett pályára Arsenal mezben, és 34 gólt szerzett.
2006. július 22-én tért vissza az Arsenal-ba egy mérkőzés erejéig, amit Dennis Bergkamp tiszteletére rendeztek az Arsenal és az Ajax legendái között. Távozása ellenére is az Arsenal szurkolók kedvence maradt, képe 14 másik volt és jelenlegi Arsenal játékos között ott van a "The Armoury"-ban, a csapat új otthonában, az Emirates Stadium-ban.

### Juventus
Vieira remek teljesítményére a Manchester United, valamint több külföldi nagycsapat is felfigyelt. A 2002–03-as és a 2003–04-es szezon végén erősen szóba hozták a spanyol Real Madriddal. Az akkori hírek szerint Vieira az Arsenal bajnoki címei és kupagyőzelmei ellenére is hiányolta a klub sikerét az európai kupaporondon, a Bajnokok Ligájában. A játékos megfontolta a távozást, mikor a csapata egy trófeát sem szerzett a 2000-es és a 2001-es év során.
A hírek szerint a Real Madrid 23 millió fontot kínált érte, ő tölthette volna be a Chelsea-hez távozó Claude Makélélé szerepét a középpályán. Hosszas mérlegelés után azonban Vieira úgy döntött, hogy abban a csapatban marad, ahol a hírnevét szerezte. Egy évvel később mégis elhagyta a klubot, az Arsenal ugyanis 2005. július 14-én elfogadta az olasz Juventus 13.7 millió fontos ajánlatát. Vieira a következő napon 5 éves szerződést írt alá a Serie A-ban szereplő csapattal.
Az akkori Juventus menedzser, Fabio Capello a középpályán játszatta a játékost a brazil Emerson és a cseh Pavel Nedvěd mellett. A szezon végén olasz bajnoki címhez segítette új csapatát.
A sors fordulataként a Juventus az Arsenallal találkozott a Bajnokok Ligája negyeddöntőjében 2006. március 28-án a Highbury-ben. Az Arsenal jutott tovább 2–0-s összesítéssel. Vieira a Highbury-ben az első mérkőzésen sárga lapot kapott, így a második mérkőzésen 2006. április 5-én eltiltás miatt nem játszhatott.

### Internazionale
A Juventust a bundabotrány miatt megfosztották a 2005-06-os (és a 2004-05-ös) bajnoki címétől is, és a csapat az olasz másodosztályba, a Serie B-be került, arra ösztönözve sok játékosát, hogy az osztályváltás miatt elhagyja a klubot. Miután Vieirát több klubbal is szóba hozták, többek közt korábbi csapatával, az Arsenallal, és a Manchester Uniteddel is, a játékos 2006. augusztus 2-án az Internazionale csapatához igazolt 9.5 millió euróért. Négyéves szerződést írt alá a klubnál.
Első szezonjában az Internél olasz Szuperkupát és bajnokságot nyert.
2008. április 6-án Vieira az Atalanta elleni 2–0-s győzelem első gólját szerezte, így az Inter 4 pontra növelte előnyét az AS Roma-val szemben. A szezon végén ez az előny egy pontra csökkent, de Vieira ismét bajnoki címet ünnepelhetett a csapattal.

### Válogatott
Vieira annak ellenére, hogy Szenegálban született, és etnikailag is szenegáli, a francia válogatott tagja. 1997-ben, még az Arsenal-os évei alatt mutatkozott be a nemzeti tizenegyben Hollandia ellen. Tagja volt az 1998-as világbajnokság francia keretének. A döntőben csereként lépett pályára Brazília ellen, és előkészítette Emmanuel Petit gólját, ami Franciaország harmadik találata volt. A franciák 3–0-ra nyerték meg a döntőt. A világbajnokság után a csapattal a Francia Becsületrend (Légion d'Honneur) tagja lett, ami a legmagasabb francia állami elismerés.
Két évvel később első számú középpályásként játszott a 2000-es Európa-bajnokságon, amit a válogatottal megnyert a döntőben Olaszországot győzték le. Három mérkőzésen játszott a 2002-es világbajnokságon, ahol Franciaország a csoportkörben már kiesett. A 2004-es Európa-bajnokság negyeddöntőjét sérülés miatt hagyta ki, akkor a görögök ellen esett ki a válogatott.
2006. június 23-án, 30. születésnapján vette át a kapitányi karszalagot az eltiltott Zidane-tól, aki szintén azon a napon ünnepelte születésnapját. Ő szerezte az első gólt, mikor Franciaország 2–0-ra győzte le Togót a 2006-os világbajnokság csoportkörében, majd előkészítette Thierry Henry gólját is. A nyolcaddöntőben Spanyolország ellen szerzett gólt, majd a válogatott Brazíliát győzte le a negyeddöntők során. Végül Portugáliát is legyőzve jutottak a döntőbe, ahol Olaszországgal találkoztak. Vieira benne volt a kezdőcsapatban, de a második félidőben sérülés miatt le kellett jönnie, miután ütközött az ellenfél védőjével, Fabio Cannavaro-val.
Vieira Zinédine Zidane visszavonulása után lett a francia válogatott csapatkapitánya. 2006. augusztus 5-én, a francia csapat 2008-as Eb-selejtező mérkőzéseire nevezték ki újra csapatkapitánynak.

#### Góljai a válogatottban
| #  | Dátum             | Helyszín    | Ellenfél      | Gól | Eredmény | Kiírás                     |
| -- | ----------------- | ----------- | ------------- | --- | -------- | -------------------------- |
| 1. | 2001. május 30.   | Tegu        | Dél-Korea     | 2-0 | 5-0      | 2001-es konföderációs kupa |
| 2. | 2001. június 10.  | Jokohama    | Japán         | 1-0 | 1-0      | 2001-es konföderációs kupa |
| 3. | 2002. február 13. | Saint-Denis | Románia       | 1-0 | 2-1      | barátságos mérkőzés        |
| 4. | 2002. október 12. | Saint-Denis | Szlovénia     | 1-0 | 5-0      | 2002-es Eb-selejtező       |
| 5. | 2006. június 23.  | Köln        | Togo          | 1-0 | 2-0      | 2006-os világbajnokság     |
| 6. | 2006. június 27.  | Hannover    | Spanyolország | 2-1 | 3-1      | 2006-os világbajnokság     |

## Sikerei, díjai

### Klubcsapat
Arsenal
- Premier League: 1997–98, 2001–02, 2003–04
- FA-kupa: 1997–98, 2001–02, 2002–03, 2004–05

Juventus
- Serie A: 2005–06 (a címet elvették a csapattól a bundabotrány miatt)

Internazionale
- Serie A: 2006–07, 2007–08, 2008–09, 2009–10
- Olasz labdarúgó-szuperkupa: 2006, 2008

Manchester City
- FA-kupa: 2009–10

### Válogatott
- Világbajnokság győztes 1998
- Európa-bajnokság győztes 2000
- Világbajnokság ezüstérmes 2006

### Egyénileg
- FIFA 100-tag: 2004
- Carlsberg Az Év Játékosa : 2004
- Francia Becsületrend: 1998
- Premier League Hírességek Csarnoka: 2022

## Edzői statisztika
2024. 2024. július 18-án lett frissítve.
| Csapat         | Nemzet        | –tól             | –ig               | Mérleg | Mérleg | Mérleg | Mérleg     | Mérleg | Mérleg | Mérleg | Mérleg | Mérleg |
| M              | GY            | D                | V                 | RG     | KG     | GK     | Győzelem % |        |        |        |        |        |
| -------------- | ------------- | ---------------- | ----------------- | ------ | ------ | ------ | ---------- | ------ | ------ | ------ | ------ | ------ |
| New York City  | USA           | 2016. január 1.  | 2018. június 11.  | 90     | 40     | 22     | 28         | 151    | 137    | +14    | 44.44  |        |
| Nice           | Franciaország | 2018. június 11. | 2020. december 4. | 89     | 35     | 22     | 32         | 106    | 115    | −9     | 39.33  |        |
| Crystal Palace | Anglia        | 2021. július 4.  | 2023. március 17. | 74     | 22     | 25     | 27         | 84     | 87     | −3     | 29.73  |        |
| Strasbourg     | Franciaország | 2023. július 1.  | 2024. július 18.  | 39     | 14     | 10     | 15         | 48     | 52     | −4     | 35.9   |        |
| összesen       | összesen      | összesen         | összesen          | 292    | 111    | 79     | 102        | 389    | 391    | -2     | 38.01  |        |